# De Utrecht (Utrecht)
De 'Utrecht' was het hoofdgebouw van de Levensverzekering-maatschappij Utrecht. Het jugendstil-gebouw stond aan de Leidseweg 2 (voorheen Leidschestraatweg 4-5) in Utrecht, nu het Smakkelaarsveld, ongeveer ter hoogte van het middelste segment van Gildeveste.

## Bouw en sloop

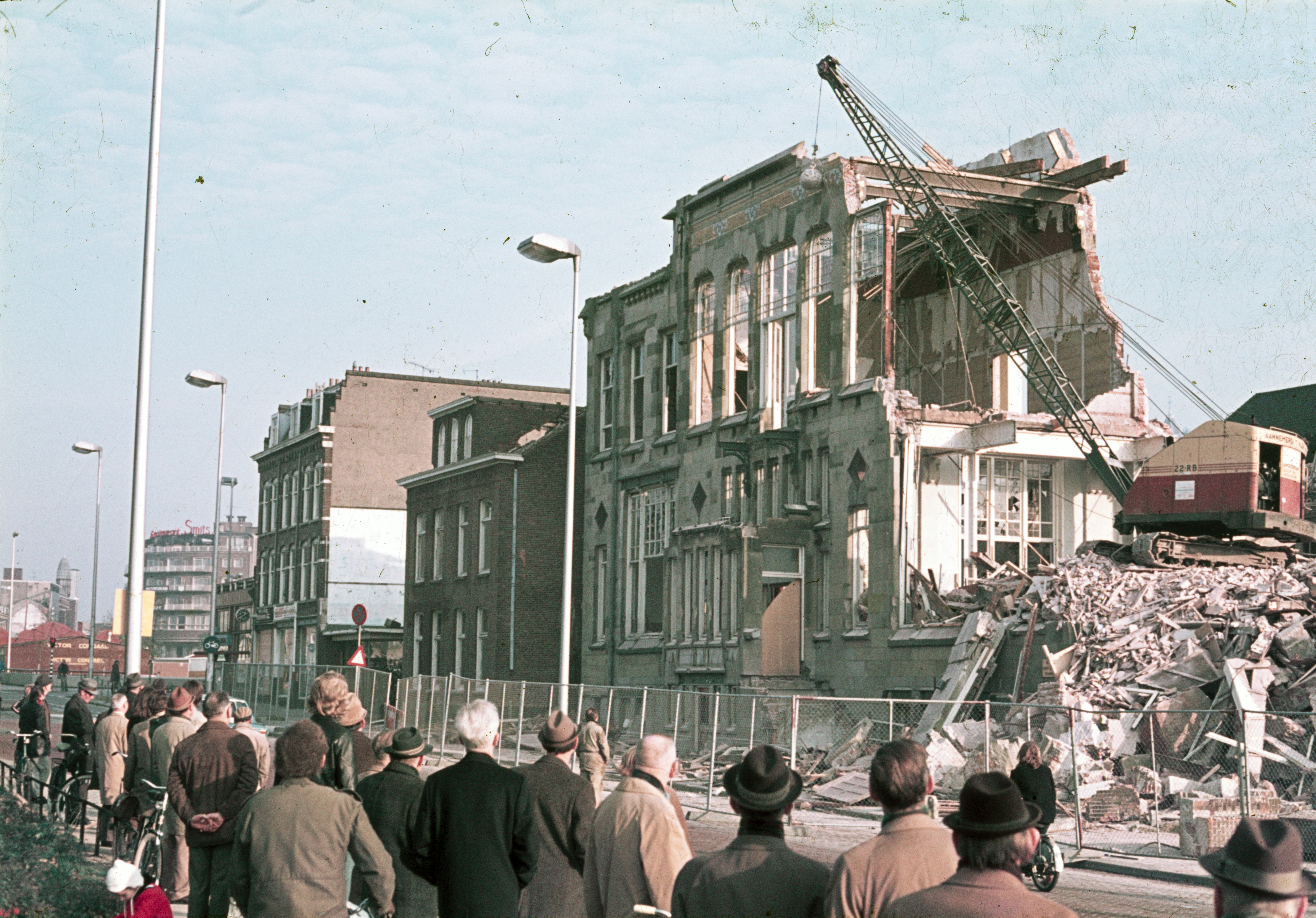
Sloop van "De 'Utrecht'" in november 1974

Het gebouw werd in 1902 geopend. De architect was Jan Verheul met beeldhouwwerk van Henri Scholtz en Jan Diekmann. Onmiddellijk ernaast naar het westen stond het archiefgebouw uit 1908 van dezelfde maatschappij, in rationalistische stijl ontworpen door architecten Staal en Kropholler. Het was onderdeel van de Stationswijk: semihoogbouw, met pakhuizen die hun economische functie verloren hadden, tussen het centrum van de stad en het station Utrecht Centraal. De Stationswijk is in 1974 gesloopt voor de bouw van het nieuwe winkelcentrum Hoog Catharijne. Er werd bij die gelegenheid een geïllustreerd gedenkboek uitgegeven.

## Behouden beelden
Een beeld van het hoofdgebouw, de verzekeringsengel uit 1901 door Henri Scholtz, was tot juni 2008 nog te vinden op de balustrade van het huidige Muziekcentrum Vredenburg, waar ook twee draken die zich op de dakrand bevonden worden bewaard. Deze zullen worden meegenomen naar het in aanbouw zijnde Muziekpaleis. Van het archiefgebouw was een kariatide van Joseph Mendes da Costa tot 2008 verwerkt in de gevel van Muziekcentrum Vredenburg.

## Interieur
Het interieur bezat schilderingen van Co Breman die verloren gingen bij de sloop. Dit geldt ook voor het karpet met jugendstil-motieven, gemaakt door W. Stevens & Zonen. De meubelstukken, ontworpen door Verheul en gemaakt door kunsthandel Arts & Crafts in Den Haag, zijn verspreid over het Centraal Museum, het Stadhuis en het kantoor van AMEV (nu ASR Verzekeringen).

## Bijkantoor
Aan de Utrechtse Choorstraat 14 staat van deze maatschappij nog een bijkantoor uit 1906. Dit rijksmonumentale bouwwerk is sterk geïnspireerd door de Moorse bouwstijl en ook ontworpen door Staal en Kropholler.

## Afbeeldingen

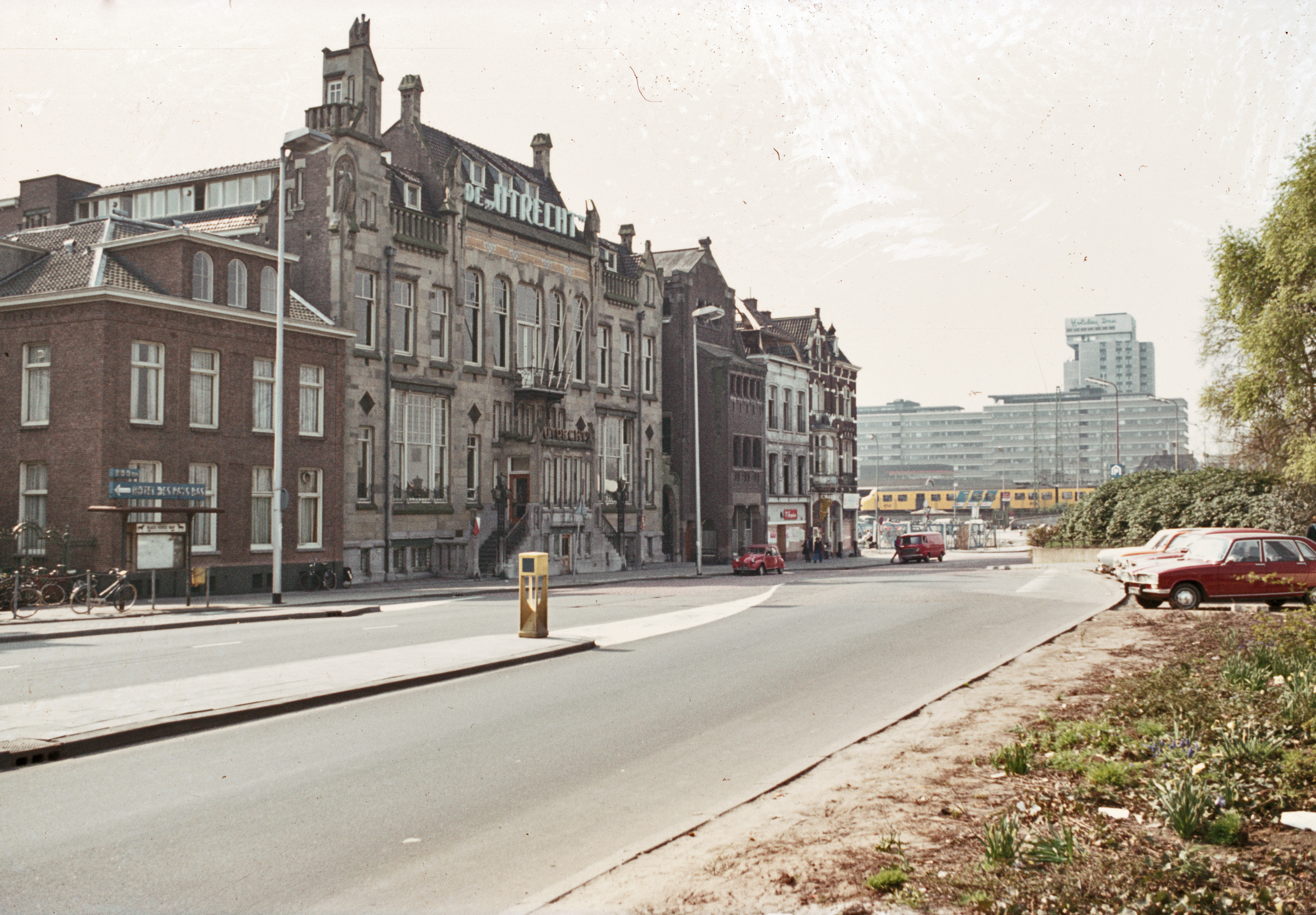
"De Utrecht" aan de Leidseweg in 1974
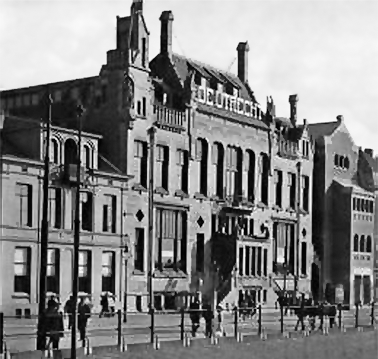
Hoofdgebouw van Levensverzekerings-maatschappij 'Utrecht' in 1917, rechts is nog net het archiefgebouw te zien.
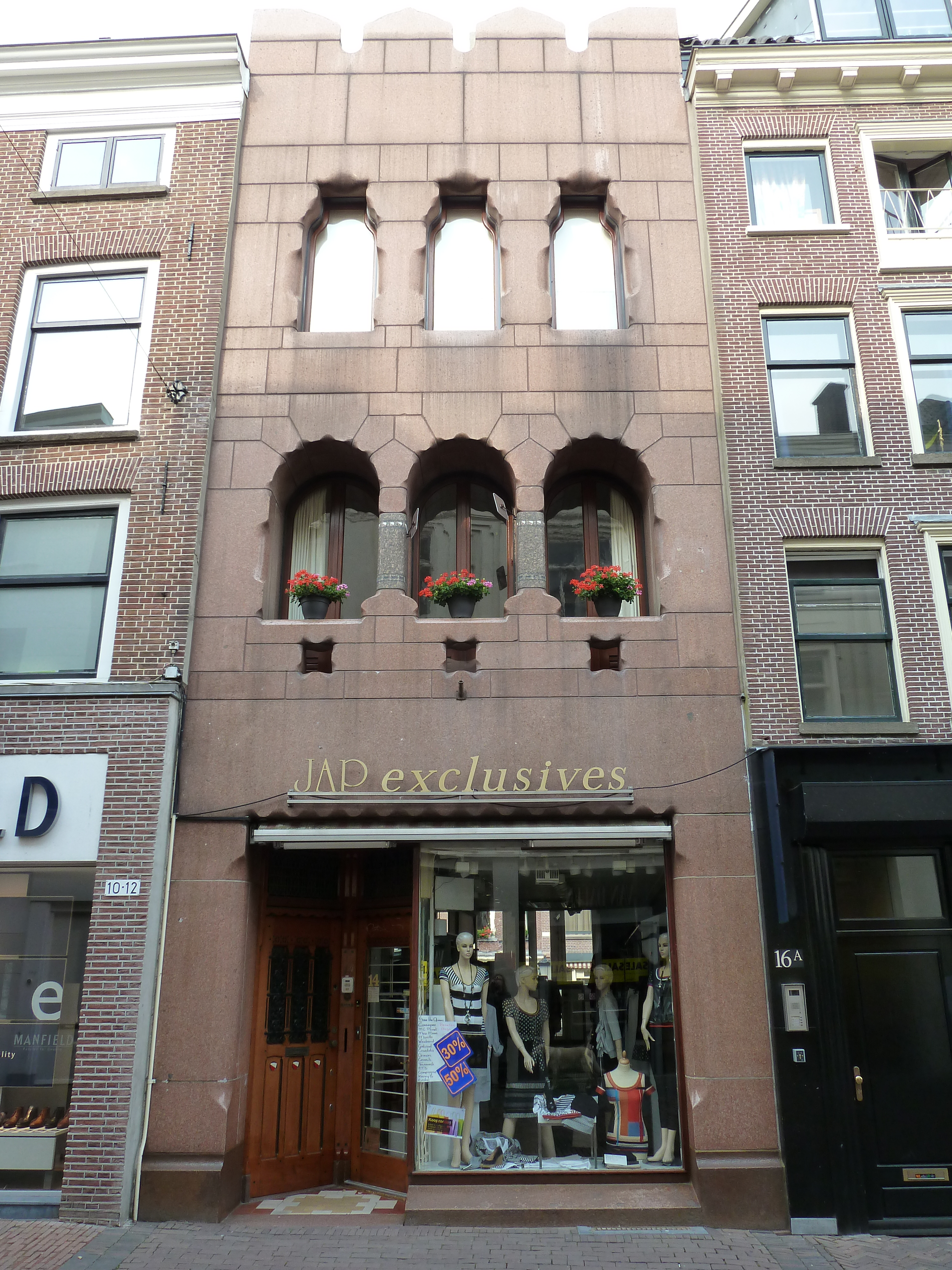
Bijkantoor in de Choorstraat 14, Utrecht, foto 2011. Vele jaren destijds het Pennenhuis, winkel voor vulpennen.
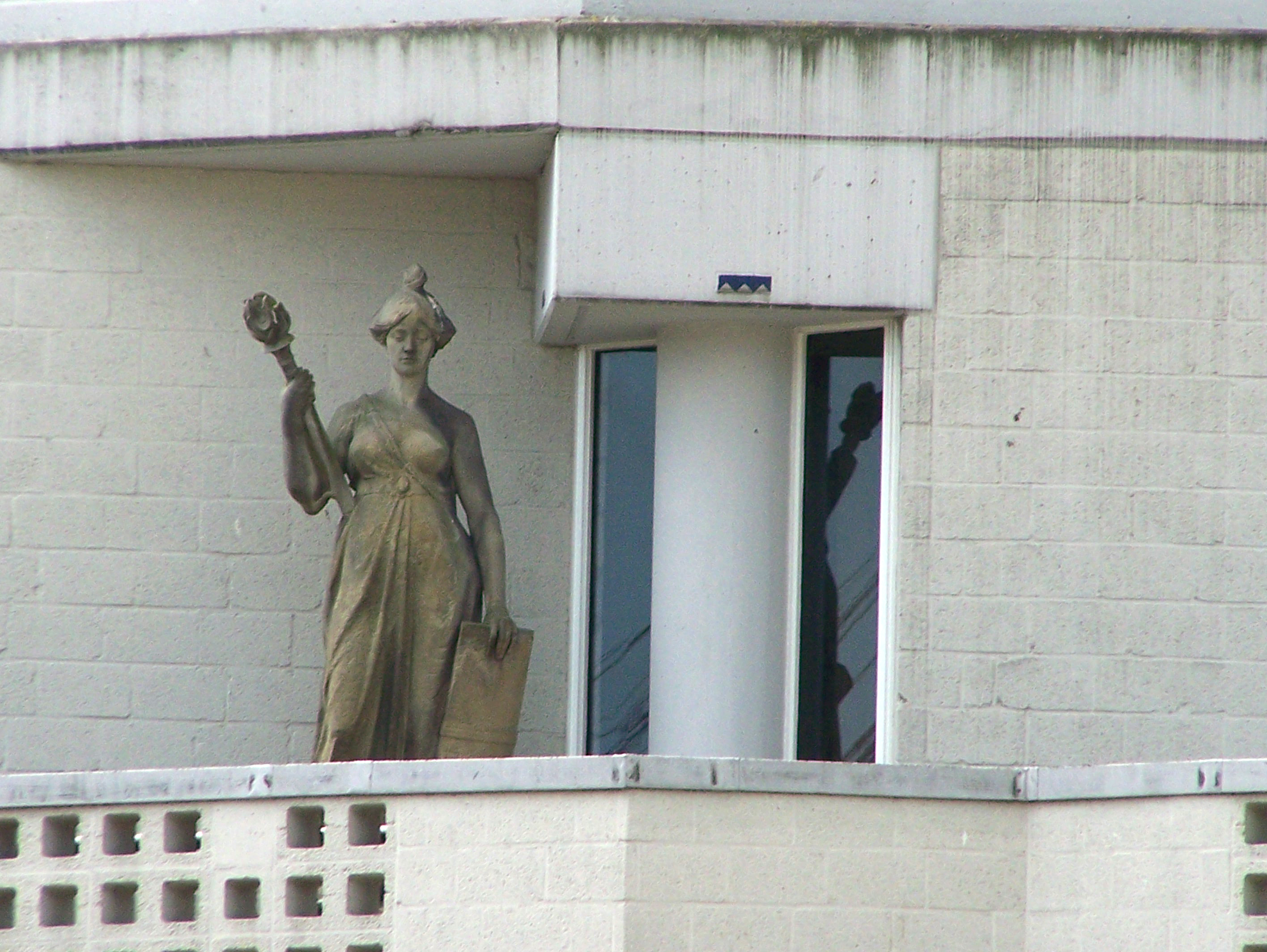
Verzekeringsengel, beeldhouwwerk door Henri Scholtz
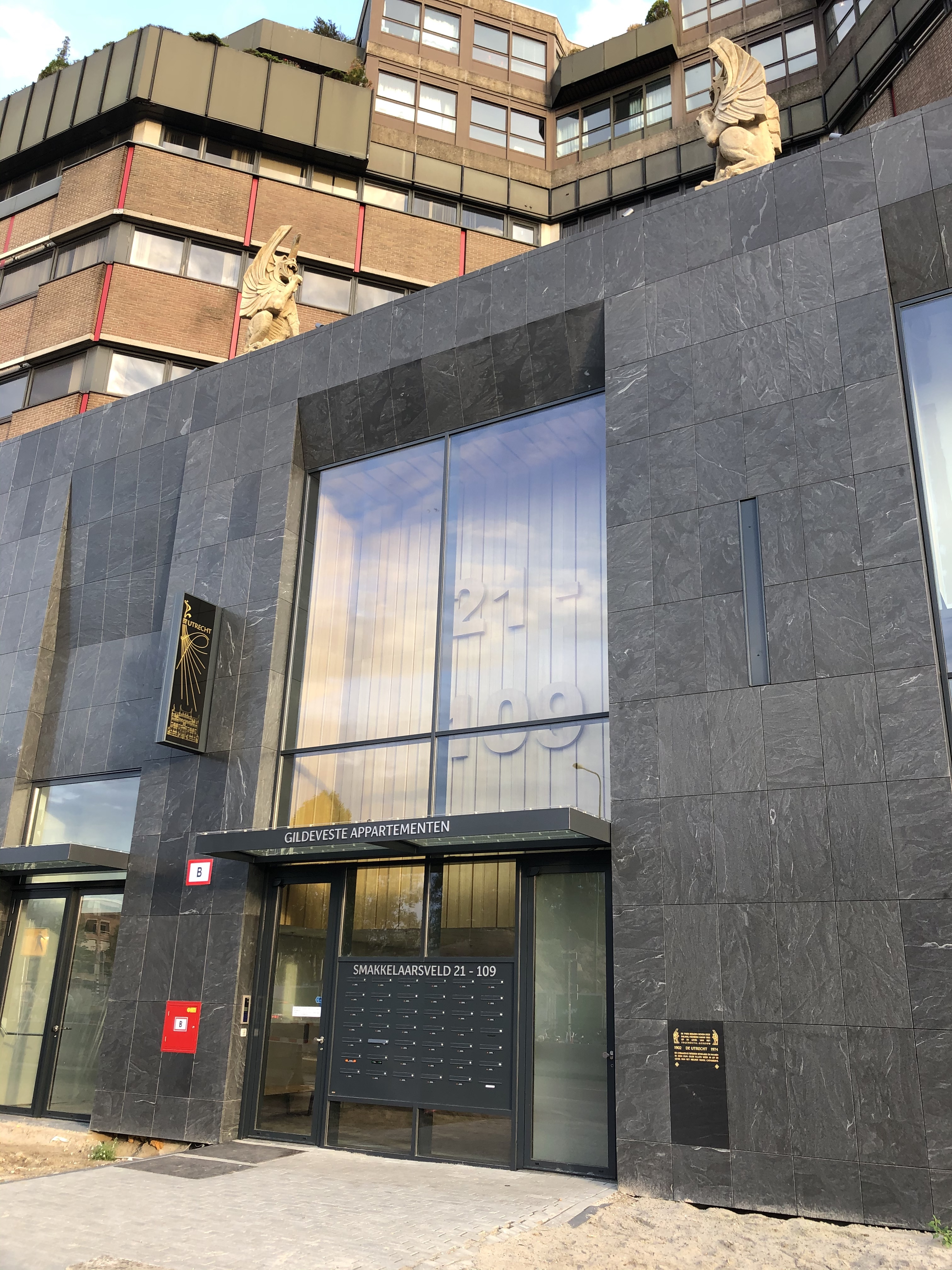
De twee chimaera's van "De Utrecht" staan sinds 2020 op het gebouw wat nu op deze plek staat